# Gustavo Pérez Puig
Gustavo Pérez Puig (Madrid, 2 de septiembre de 1930- Madrid, 26 de junio de 2012) fue un director de teatro y realizador de televisión español.

## Trayectoria profesional

### Teatro
Estudió con los jesuitas de Chamartín, pero su carrera artística se remonta a los años cincuenta, cuando, ya cursando estudios de Derecho y Filosofía y Letras, se inicia en el mundo del teatro, dirigiendo en el Teatro Español Universitario (TEU). Su primera experiencia profesional se produce en 1949 cuando se sube al escenario del Teatro de la Comedia para interpretar, junto a Catalina Bárcena, la obra Cincuenta años de felicidad, de Marcel Achard.
Con tan sólo 21 años, convence al dramaturgo Miguel Mihura para estrenar Tres sombreros de copa (1952). Luego vendrían cientos de obras puestas en escena, entre las que figuran los estrenos de Escuadra hacia la muerte (1953), de Alfonso Sastre, Una bomba llamada Abelardo (1953) y Una tal Dulcinea (1961), ambas de Alfonso Paso, Diálogo secreto (1984), Lázaro en el laberinto (1986) o Música cercana (1989), las tres últimas de Antonio Buero Vallejo. 
Fue Director del Teatro Español entre 1990 y 2003, donde dirigió entre otras obras Las mocedades del Cid, de Guillén de Castro; Traidor, inconfeso y mártir (1993), Don Juan Tenorio, de José Zorrilla; La venganza de Don Mendo, de Pedro Muñoz Seca; Angelina o el honor de un brigadier, de Enrique Jardiel Poncela; Misión al pueblo desierto, de Antonio Buero Vallejo y Cyrano de Bergerac, de Edmond Rostand.
En 2008 regresa a la dirección, con un nuevo montaje de Mihura: La decente, interpretada por Victoria Vera y Manuel Galiana. Dos años más tarde, produce Vamos a contar mentiras, de Alfonso Paso, dirigida Mara Recatero (esposa de Pérez Puig).

### Televisión
Pérez Puig se incorpora a Televisión Española en 1956, año de creación de la cadena. Sus comienzos fueron como regidor de plató y ayudante de realización. Convertido ya en realizador, sus primeros programas para el ente público fueron Café Cantante, Nace una canción (1958) y Teatro Apolo (1958-1962), en el que por primera vez en España se utiliza la técnica del play-back.
A partir de 1959 comienza a dirigir teatro televisado y se convierte en uno de los realizadores de mayor prestigio en el país, con una sólida trayectoria que incluye participación en espacios dramáticos de prestigio como Teatro de familia (1959-1965), Primera fila (1962-1965), Historias de mi barrio (1964), Estudio 1 (1965-1985), La risa española (1969), Novela (1962-1978), El tercer rombo (1966), Buenas noches, señores (1972), con Julia Gutiérrez Caba, La Comedia (1983), Ninette y un señor de Murcia (1984), con  Alfredo Landa o más recientemente ¿Se puede? (2004), con Lina Morgan.
Entre sus adaptaciones más celebradas figuran el Don Juan Tenorio interpretado por Francisco Rabal y Concha Velasco en 1966 o la obra Doce hombres sin piedad, de Reginald Rose en 1973, Lázaro en el laberinto (1986), ambas en Estudio 1 o ¡Vaya par de gemelas! (1983), con Lina Morgan que previamente había dirigido en el Teatro de La Latina de Madrid.
Sin embargo, a lo largo de más de cincuenta años de profesión, también ha realizado concursos: La unión hace la fuerza (1964), La palabra más larga (1966); musicales Gran Parada (1959-1965), Sábado 65 (1965); o programas de variedades Hoy dirige (1961), Teledomingo (1964), Club mediodía (1967-1972) o 300 millones (1977-1981).

## Premios
- Premio Nacional de Teatro en 1962 y 2003.
- Medalla de oro al Mérito en las Bellas Artes en 2001
- Dos Premios Ondas.
- Dos Premios Antena de Oro.
- Medalla de oro de Valladolid.
- También cuenta con un teatro dedicado en su honor (año 2009) en la localidad de San Martín de Valdeiglesias[14]